# Fussballclub Schaffhausen 2006-2007
Questa voce raccoglie le informazioni riguardanti il Fussballclub Schaffhausen nelle competizioni ufficiali della stagione 2006-2007.

## Stagione
Nella stagione 2006-2007 il Sciaffusa, allenato da Jürgen Seeberger, Wolfgang Stolpa e Marco Schällibaum, concluse il campionato di Super League al 10º posto e fu retrocesso in Challenge League. In Coppa Svizzera il Sciaffusa fu eliminato agli ottavi di finale dal Lucerna.

## Rosa
| N. |                       | Ruolo | Calciatore         |
| -- | --------------------- | ----- | ------------------ |
| 1  | Svizzera (bandiera)   | P     | Marcel Herzog      |
| 2  | Francia (bandiera)    | D     | Mounir El-Haimour  |
| 3  | Italia (bandiera)     | A     | Enzo Todisco       |
| 4  | Svizzera (bandiera)   | D     | Hervé Bochud       |
| 5  | Argentina (bandiera)  | A     | Adrián Fernández   |
| 6  | Svizzera (bandiera)   | D     | Philippe Montandon |
| 8  | Portogallo (bandiera) | C     | Carlos da Silva    |
| 9  | Svizzera (bandiera)   | A     | Pascal Renfer      |
| 10 | Svizzera (bandiera)   | C     | Paulo Diogo        |
| 11 | Brasile (bandiera)    | A     | Francisco Neri     |
| 13 | Brasile (bandiera)    | D     | Rosemir            |
| 14 | Svizzera (bandiera)   | C     | Daniel Tarone      |

| N. |                        | Ruolo | Calciatore          |
| -- | ---------------------- | ----- | ------------------- |
| 15 | Germania (bandiera)    | C     | Florian Heidenreich |
| 17 | Svizzera (bandiera)    | C     | Allmir Ademi        |
| 18 | Svizzera (bandiera)    | P     | Reto Bolli          |
| 19 | Svizzera (bandiera)    | D     | Daniel Sereinig     |
| 20 | Brasile (bandiera)     | C     | Fabinho             |
| 21 | Germania (bandiera)    | C     | Jens Truckenbrod    |
| 22 | Svizzera (bandiera)    | D     | Fabian Geiser       |
| 23 | Croazia (bandiera)     | C     | Benjamin Ciglar     |
| 24 | Germania (bandiera)    | C     | Tobias Müller       |
| 25 | Brasile (bandiera)     | D     | Cesar Fernando      |
| 27 | Inghilterra (bandiera) | P     | Orkan Avci          |

## Organigramma societario
Area tecnica
- Allenatore: Marco Schällibaum
- Allenatore in seconda: Wolfgang Stolpa
- Preparatore dei portieri:
- Preparatori atletici:

## Calciomercato

### Sessione estiva
| Acquisti | Acquisti          | Acquisti   | Acquisti |
| R.       | Nome              | da         | Modalità |
| -------- | ----------------- | ---------- | -------- |
| D        | Hervé Bochud      | Wil        |          |
| P        | Reto Bolli        | Lugano     |          |
| D        | Mounir El-Haimour | Yverdon    |          |
| C        | Fabinho           | San Gallo  |          |
| D        | Fabian Geiser     | Losanna    |          |
| A        | Yannick Kamanan   | Ostenda    |          |
| A        | Neri              | Aarau      |          |
| A        | Pascal Renfer     | Winterthur |          |

| Cessioni | Cessioni        | Cessioni        | Cessioni |
| R.       | Nome            | a               | Modalità |
| -------- | --------------- | --------------- | -------- |
| C        | Allmir Ademi    | Wil             |          |
| A        | Gil             | Wohlen          |          |
| D        | Oliver Maric    | Kriens          |          |
| A        | Moreno Merenda  | Neuchâtel Xamax |          |
| C        | Tobias Müller   | Winterthur II   |          |
| A        | Milaim Rama     | Thun            |          |
| D        | Mounir Soufiani | Mons            |          |

### Sessione invernale
| Acquisti | Acquisti            | Acquisti  | Acquisti |
| R.       | Nome                | da        | Modalità |
| -------- | ------------------- | --------- | -------- |
| D        | Philippe Montandon  | San Gallo |          |
| C        | Florian Heidenreich | Osnabrück |          |
| C        | Allmir Ademi        | Wil       |          |

| Cessioni | Cessioni        | Cessioni          | Cessioni |
| R.       | Nome            | a                 | Modalità |
| -------- | --------------- | ----------------- | -------- |
| C        | Daniel Senn     | Winterthur        |          |
| C        | Thomas Weller   | Kickers Stoccarda |          |
| A        | Yannick Kamanan | Maccabi Herzliya  |          |

## Risultati

### Super League

#### Prima fase, girone di andata
| Arbitro: | Salm |

|                 |           |            |
| Neri 66’ (rig.) | Marcatori | 8’ Aguirre |

| Arbitro: | Wermelinger |

|                                           |           |  |
| Sterjovski 4’ Chipperfield 81’ Petrić 90’ | Marcatori |  |

| Arbitro: | Kever |

|  |           |                      |
|  | Marcatori | 12’ Raffael 90’ Abdi |

| Arbitro: | Circhetta |

|             |           |  |
| Pimenta 80’ | Marcatori |  |

| Arbitro: | Wildhaber |

|  |           |             |
|  | Marcatori | 23’ Carreño |

| Arbitro: | Grossen |

|             |           |          |
| Tchouga 79’ | Marcatori | 27’ Neri |

| Arbitro: | Studer |

|                      |           |  |
| Miličević 90’ (aut.) | Marcatori |  |

| Arbitro: | Wermelinger |

|           |           |                                     |
| Silva 91’ | Marcatori | 8’, 76’ Obradović 50’ (rig.) Kuljić |

| Arbitro: | Circhetta |

|                                                                 |           |  |
| Ristić 31’ Santos 45’ (rig.) Pinto 60’ Salatic 64’ Biscotte 80’ | Marcatori |  |

#### Prima fase, girone di ritorno
| Arbitro: | Salm |

|                                    |           |            |
| Tachie-Mensah 35’ Aguirre 37’, 71’ | Marcatori | 51’ Bochud |

| Arbitro: | Wildhaber |

|                                          |           |                       |
| Tarone 26’, 31’ Sereinig 43’ Kamanan 90’ | Marcatori | 34’ Nakata 54’ Petrić |

| Arbitro: | Wermelinger |

|  |           |               |
|  | Marcatori | 76’ Fernández |

| Sciaffusa 8 novembre 2006, ore 19:45 CET 13ª giornata | Sciaffusa | 0 – 0 referto | Thun | Stadion Breite (2 503 spett.)\| Arbitro: \| Kever \| |
| Arbitro:                                              | Kever     |               |      |                                                      |

| Arbitro: | Rogalla |

|              |           |  |
| Sermeter 61’ | Marcatori |  |

| Arbitro: | Busacca |

|               |           |                       |
| Fernández 82’ | Marcatori | 84’ (rig.) Cantaluppi |

| Arbitro: | Circhetta |

|                          |           |                     |
| Yakın 67’, 83’ Paulo 73’ | Marcatori | 72’ Tarone 84’ Neri |

| Arbitro: | Rogalla |

|                  |           |                   |
| Saborío 48’, 78’ | Marcatori | 21’, 41’ Fernando |

| Arbitro: | Grossen |

|                                    |           |                         |
| Neri 2’ Truckenbrod 13’ Tarone 61’ | Marcatori | 30’, 67’, 72’ Schwegler |

#### Seconda fase, girone di andata
| Arbitro: | Rogalla |

|               |           |                                 |
| Fernández 52’ | Marcatori | 56’ Carreño 63’ (aut.) Sereinig |

| Arbitro: | Laperrière |

|                                    |           |                      |
| Achiou 15’ Pouga 56’ Carlinhos 61’ | Marcatori | 32’ Rosemir 45’ Neri |

| Arbitro: | Wildhaber |

|  |           |             |
|  | Marcatori | 84’ Aguirre |

| Arbitro: | Circhetta |

|  |           |                                             |
|  | Marcatori | 14’ Abdi 50’ Eudis 62’ Margairaz 90’ Santos |

| Basilea 10 marzo 2007, ore 17:45 CET 23ª giornata | Basilea     | 0 – 0 referto | Sciaffusa | St. Jakob-Park (20 299 spett.)\| Arbitro: \| Wermelinger \| |
| Arbitro:                                          | Wermelinger |               |           |                                                             |

| Arbitro: | Wildhaber |

|  |           |            |
|  | Marcatori | 83’ Bühler |

| Lucerna 31 marzo 2007, ore 17:45 CEST 25ª giornata | Lucerna  | 0 – 0 referto | Sciaffusa | Stadion Allmend (6 053 spett.)\| Arbitro: \| Petignat \| |
| Arbitro:                                           | Petignat |               |           |                                                          |

| Arbitro: | Circhetta |

|  |           |           |
|  | Marcatori | 87’ Yakın |

| Arbitro: | Petignat |

|            |           |                          |
| Ristić 50’ | Marcatori | 56’ Sereinig 90’ Todisco |

#### Seconda fase, girone di ritorno
| Arbitro: | Busacca |

|          |           |            |
| Neri 28’ | Marcatori | 76’ Aílton |

| Arbitro: | Rogalla |

|                          |           |  |
| Raimondi 32’ Häberli 59’ | Marcatori |  |

| Sciaffusa 29 aprile 2007, ore 16:00 CEST 30ª giornata | Sciaffusa | 0 – 0 referto | Lucerna | Stadion Breite (3 000 spett.)\| Arbitro: \| Grossen \| |
| Arbitro:                                              | Grossen   |               |         |                                                        |

| Arbitro: | Petignat |

|                                |           |  |
| Saborío 15’ Obradović 58’, 88’ | Marcatori |  |

| Arbitro: | Laperrière |

|                              |           |                        |
| El-Haimour 11’ Montandon 37’ | Marcatori | 45’ Petrić 59’ Eduardo |

| Zurigo 12 maggio 2007, ore 17:45 CEST 33ª giornata | Zurigo  | 0 – 0 referto | Sciaffusa | Hardturm (9 300 spett.)\| Arbitro: \| Grossen \| |
| Arbitro:                                           | Grossen |               |           |                                                  |

| Arbitro: | Wermelinger |

|             |           |           |
| Aguirre 43’ | Marcatori | 33’ Diogo |

| Arbitro: | Bertolini |

|  |           |                  |
|  | Marcatori | 60’, 71’ Rogério |

| Arbitro: | Circhetta |

|                      |           |  |
| Mäkelä 29’ Deumi 58’ | Marcatori |  |

### Coppa Svizzera
| 26 agosto 2006, ore 19:30 CEST Primo turno | Rapid Lugano | 0 – 9 | Sciaffusa |  |

| 29 settembre 2006, ore 19:00 CEST Secondo turno | Locarno | 0 – 1 | Sciaffusa |  |

| 12 novembre 2006, ore 14:30 CET Ottavi di finale | Lucerna | 2 – 0 | Sciaffusa |  |

## Statistiche

### Statistiche di squadra
| Competizione   | Punti | In casa | In casa | In casa | In casa | In casa | In casa | In trasferta | In trasferta | In trasferta | In trasferta | In trasferta | In trasferta | Totale | Totale | Totale | Totale | Totale | Totale | DR  |
| Competizione   | Punti | G       | V       | N       | P       | Gf      | Gs      | G            | V            | N            | P            | Gf           | Gs           | G      | V      | N      | P      | Gf     | Gs     | DR  |
| -------------- | ----- | ------- | ------- | ------- | ------- | ------- | ------- | ------------ | ------------ | ------------ | ------------ | ------------ | ------------ | ------ | ------ | ------ | ------ | ------ | ------ | --- |
| Super League   | 25    | 18      | 2       | 7       | 9       | 15      | 27      | 18           | 2            | 6            | 10           | 12           | 31           | 36     | 4      | 13     | 19     | 27     | 58     | -31 |
| Coppa Svizzera | -     | 0       | 0       | 0       | 0       | 0       | 0       | 3            | 2            | 0            | 1            | 10           | 2            | 3      | 2      | 0      | 1      | 10     | 2      | +8  |
| Totale         | 25    | 18      | 2       | 7       | 9       | 15      | 27      | 21           | 4            | 6            | 11           | 22           | 33           | 39     | 6      | 13     | 20     | 37     | 60     | -23 |

### Andamento in campionato
| Giornata  | 1 | 2 | 3 | 4  | 5  | 6  | 7 | 8 | 9 | 10 | 11 | 12 | 13 | 14 | 15 | 16 | 17 | 18 | 19 | 20 | 21 | 22 | 23 | 24 | 25 | 26 | 27 | 28 | 29 | 30 | 31 | 32 | 33 | 34 | 35 | 36 |
| --------- | - | - | - | -- | -- | -- | - | - | - | -- | -- | -- | -- | -- | -- | -- | -- | -- | -- | -- | -- | -- | -- | -- | -- | -- | -- | -- | -- | -- | -- | -- | -- | -- | -- | -- |
| Luogo     | C | T | C | T  | C  | T  | C | C | T | T  | C  | T  | C  | T  | C  | T  | T  | C  | C  | T  | C  | C  | T  | C  | T  | C  | T  | C  | T  | C  | T  | C  | T  | T  | C  | T  |
| Risultato | N | P | P | P  | P  | N  | V | P | P | P  | V  | V  | N  | P  | N  | P  | N  | N  | P  | P  | P  | P  | N  | P  | N  | P  | V  | N  | P  | N  | P  | N  | N  | N  | P  | P  |
| Posizione | 2 | 8 | 9 | 10 | 10 | 10 | 7 | 8 | 9 | 9  | 9  | 8  | 8  | 8  | 9  | 9  | 8  | 8  | 9  | 9  | 9  | 9  | 9  | 9  | 9  | 10 | 10 | 10 | 10 | 9  | 9  | 9  | 9  | 9  | 10 | 10 |

Legenda:

Luogo: C = Casa; T = Trasferta. Risultato: V = Vittoria; N = Pareggio; P = Sconfitta.

### Statistiche dei giocatori
| A. Ademi       | 13 | 0 | 3 | 0 |
| O. Avci        | 0  | 0 | 0 | 0 |
| H. Bochud      | 24 | 1 | 7 | 1 |
| R. Bolli       | 0  | 0 | 0 | 0 |
| B. Ciglar      | 1  | 0 | 0 | 0 |
| P. Diogo       | 33 | 1 | 7 | 0 |
| M. El-Haimour  | 26 | 1 | 4 | 1 |
| F. Fabinho     | 8  | 0 | 0 | 0 |
| C. Fernando    | 28 | 2 | 8 | 1 |
| A. Fernández   | 26 | 3 | 2 | 0 |
| F. Geiser      | 31 | 0 | 4 | 0 |
| F. Heidenreich | 8  | 0 | 1 | 0 |
| M. Herzog      | 36 | 0 | 2 | 0 |
| Y. Kamanan     | 8  | 1 | 0 | 0 |
| P. Montandon   | 14 | 1 | 2 | 0 |
| T. Müller      | 0  | 0 | 0 | 0 |
| N. Neri        | 29 | 6 | 3 | 0 |
| P. Renfer      | 28 | 0 | 3 | 0 |
| R. Rosemir     | 21 | 1 | 8 | 0 |
| D. Senn        | 3  | 0 | 0 | 0 |
| D. Sereinig    | 33 | 2 | 2 | 0 |
| C. Silva       | 26 | 1 | 4 | 0 |
| D. Tarone      | 32 | 4 | 3 | 0 |
| E. Todisco     | 23 | 1 | 3 | 0 |
| J. Truckenbrod | 32 | 1 | 6 | 0 |
| T. Weller      | 15 | 0 | 1 | 0 |